# Eugénio Amorim
Eugénio Amorim (São João da Madeira, 1963) é um maestro, organista e compositor português.
Concluiu em 1988 os Cursos Superiores de Piano e Composição no Conservatório de Música do Porto.
Prosseguiu os estudos na Alemanha, onde concluiu a Licenciatura em Música Sacra e o Bacharelato em Direcção de Orquestra.
De 1994 a 2010 dirigiu o Coro da Sé Catedral do Porto.
Doutorou-se em 2016 em Musicologia histórica na Universidade Católica Portuguesa, com uma tese Sobre a Música Sacra na primeira metade do Séc. XVIII em Lisboa, com enfoque particular no estudo e edição crítica da obra de João Rodrigues Esteves. 
Lecciona no Curso de Composição da Escola Superior de Música, Artes e Espetáculo do Instituto Politécnico do Porto.